# Proceratium papuanum
Proceratium papuanum är en myrart som beskrevs av Carlo Emery 1897. Proceratium papuanum ingår i släktet Proceratium och familjen myror. Inga underarter finns listade i Catalogue of Life.

## Bildgalleri

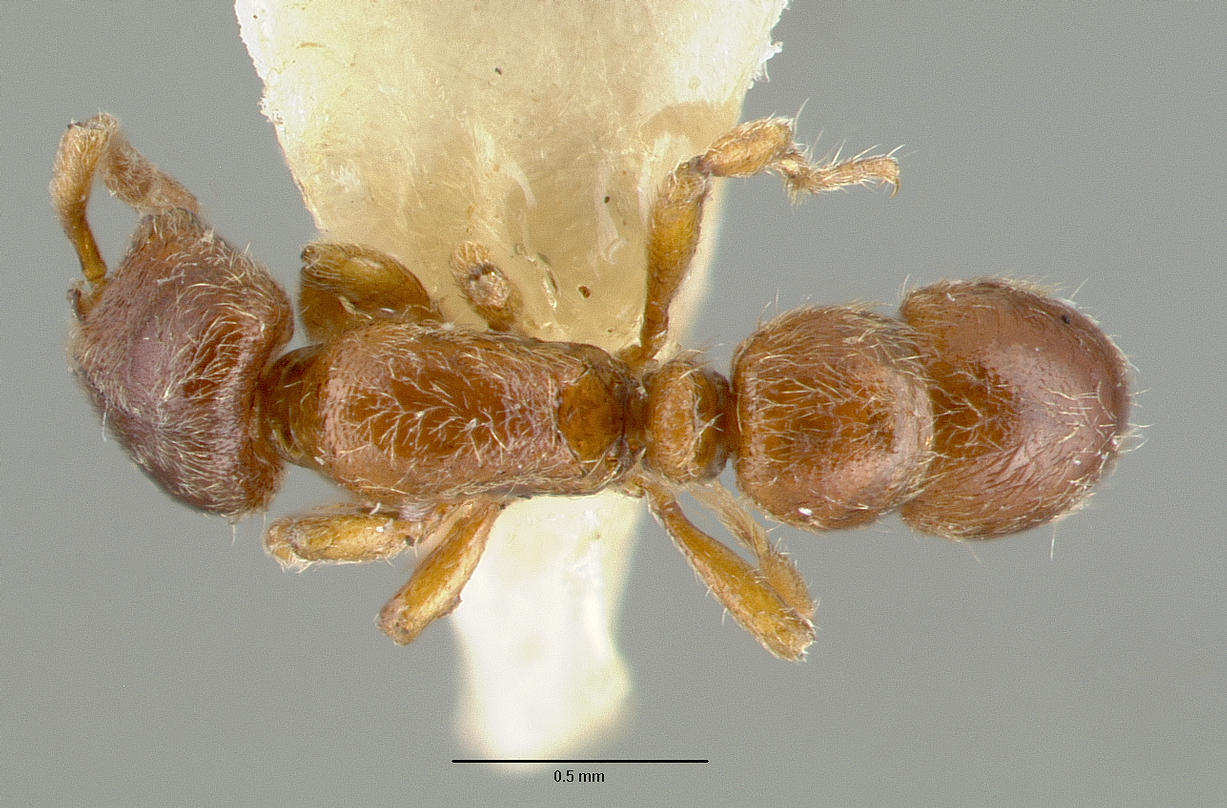
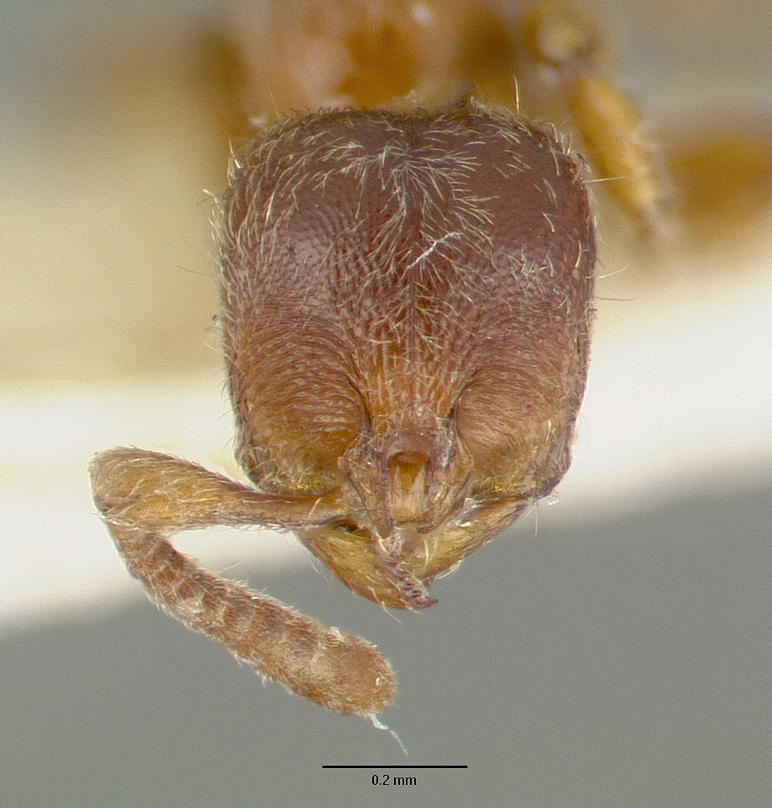
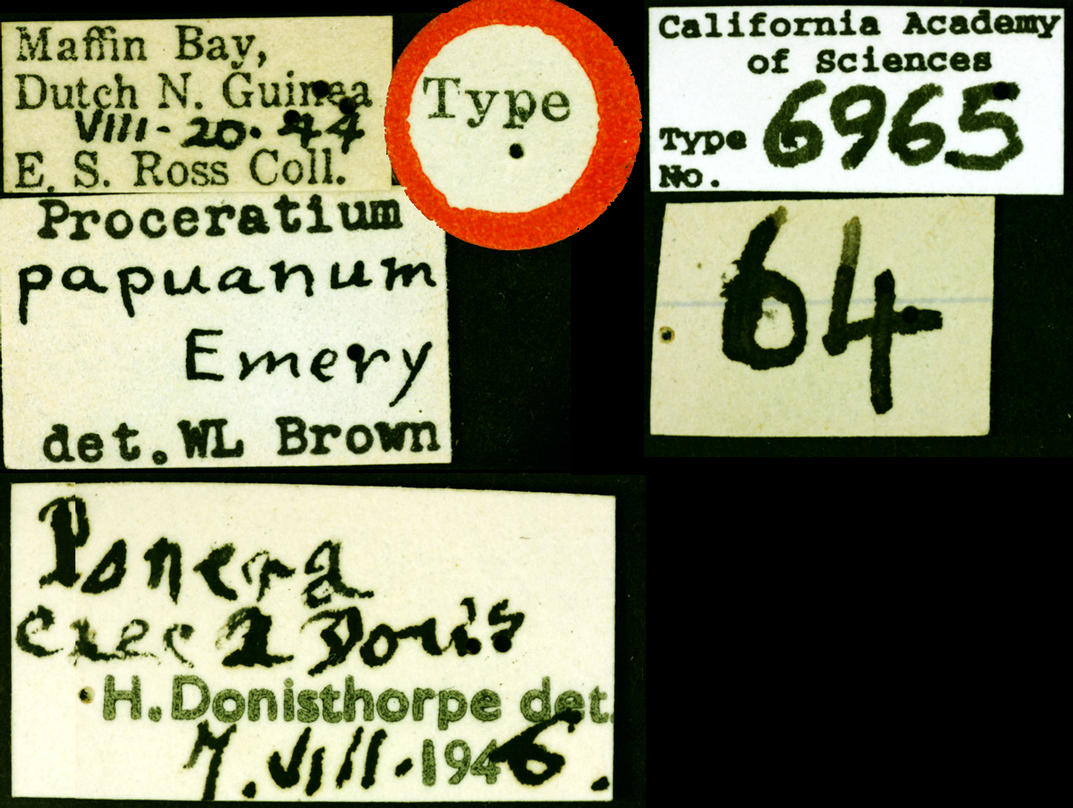
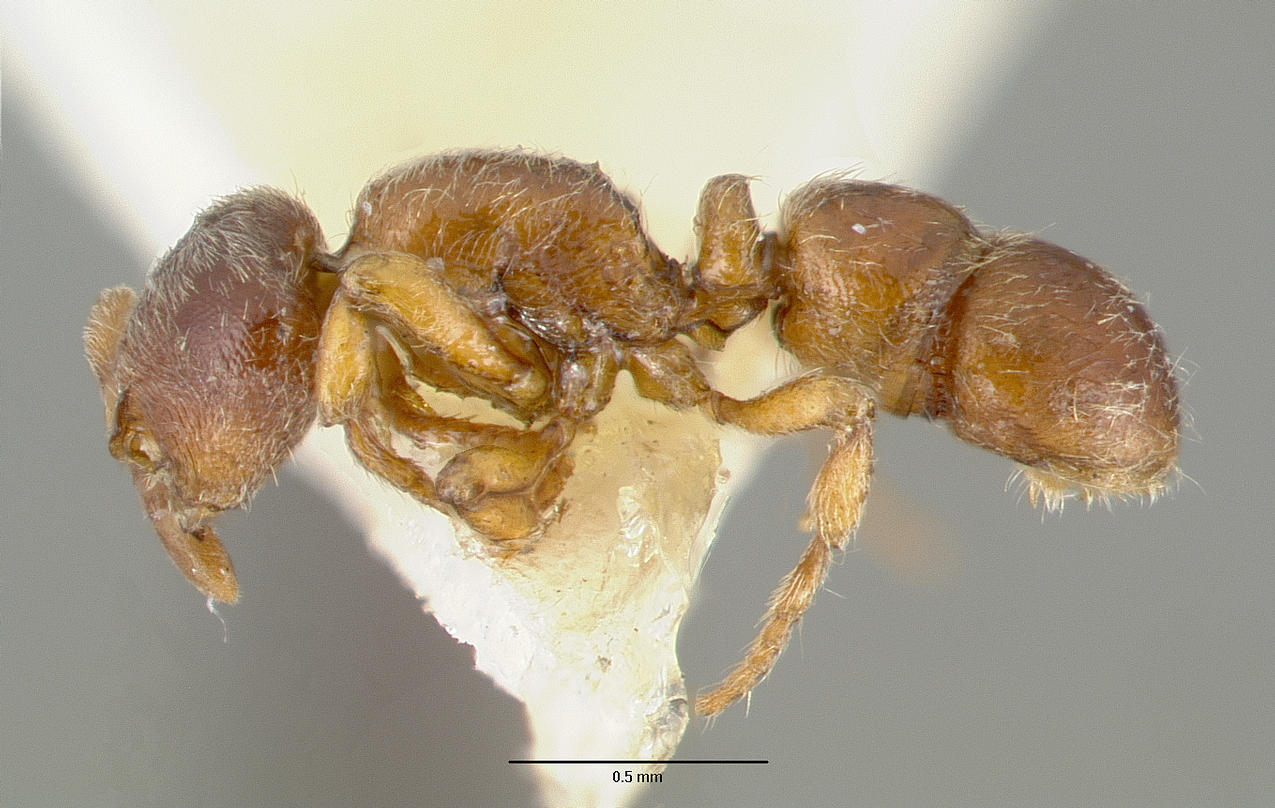